# 斜陽族

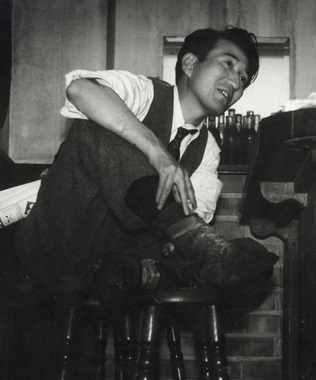
多くの「-族」を生み出したきっかけとなる「斜陽族」の生みの親、太宰治（1946年）。銀座のBAR「ルパン」にて（林忠彦撮影）

斜陽族（しゃようぞく）とは、1947年に文芸雑誌月刊「新潮」に連載された太宰治の『斜陽』から生まれた流行語。没落階級のこと。

## 概要
1947年、当時人気作家だった太宰治が戦後の体制転換によって没落した華族を描いた小説「斜陽」を発表すると、第二次大戦後の農地改革（農地解体）、華族廃止、財閥解体、財産税導入などで没落した上流階級の人々や、当時の社会の一面を的確に言いあらわした言葉として1948年の流行語となった。

## 影響

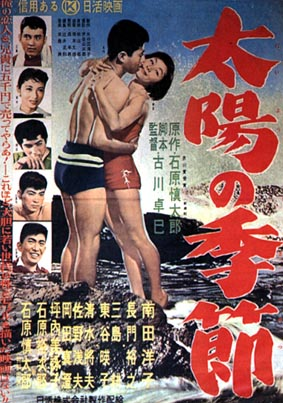
斜陽族に派生しさまざまな「- 族」が生まれたが、1955年発表の、石原慎太郎の小説「太陽の季節」からは「太陽族」が生まれた。

その後、この言葉がきっかけとなり、多くの「〇〇族」が生まれた。1950年代に入るとまず斜陽族をもじった会社の経費で遊興する人々を意味する「社用族」やパチンコに打ち興じる人たちを揶揄した「親指族」などが生まれる。1955年には、石原慎太郎の小説「太陽の季節」が発表されると、小説に描かれるような享楽的で無軌道に行動する若者を意味する「太陽族」が早々と流行語となった。言葉の流行が若者の行動を刺激するかのような逆転現象も見られ、当時の夏の海岸には、石原裕次郎を真似てサングラスにアロハシャツ姿で闊歩する若者が多数現れた。
1960年代に入ると、1964年の「みゆき族」に代表されるようにファッションにかかわる「- 族」が増えていく。みゆき族は、米国の名門大学生風ファッションとされるアイビースタイルの男性を中心に、多くのファッショナブルな若者がみゆき通りに集結する現象が起こった。この際には警察の指導が厳しく、早くもその年の秋には終息した。1967年になると、東京の新宿駅周辺に「フーテン族」が出現する。これは当時米国で流行していたヒッピー文化の影響が日本に上陸したものであった。1960年代には、このほかベンチャーズの人気に伴った「エレキ族」など音楽系の「- 族」も増えていき、モンキーダンスの流行をあらわした「モンキー族」などが登場するなど「- 族」の全盛期を迎えた。

## 関連作品

### 小説
- 斜陽（太宰治、1947年）

### 映画
- 地獄の貴婦人（1949年） - 斜陽族の夫人が登場する[9]
- お嬢さん乾杯!（1949年） - 斜陽族の令嬢が登場する[10]
- 東京無宿 (1950年)
- 美貌の海（1950年） - 斜陽族の夫が登場する[11]
- 宮城広場（1951年） - 斜陽族の青年が主人公[12]